# Habronyx neomexicanus
Habronyx neomexicanus är en stekelart som beskrevs av Dasch 1984. Habronyx neomexicanus ingår i släktet Habronyx och familjen brokparasitsteklar. Inga underarter finns listade i Catalogue of Life.